# Lực tĩnh điện
Lực tĩnh điện là lực giữa hai vật mang điện tích đứng yên. Nó là trường hợp đặc biệt của lực Lorentz (lực điện từ tổng quát).
Lực này được Coulomb, nhà bác học người Pháp, dựa trên ý tưởng về sự tương tự giữa điện học và cơ học, giữa sự tương tự của hai vật và hai điện tích, tìm ra lần đầu cho hai điện tích điểm và phát biểu thành định luật Coulomb. Trong trường hợp tương tác giữa hai điện tích điểm, lực tĩnh điện còn được gọi là lực Coulomb.

## Định luật Coulomb

Sơ đồ mô tả cơ chế cơ bản của định luật Coulomb; cùng điện tích thì đẩy nhau và khác điện tích thì hút lẫn nhau.

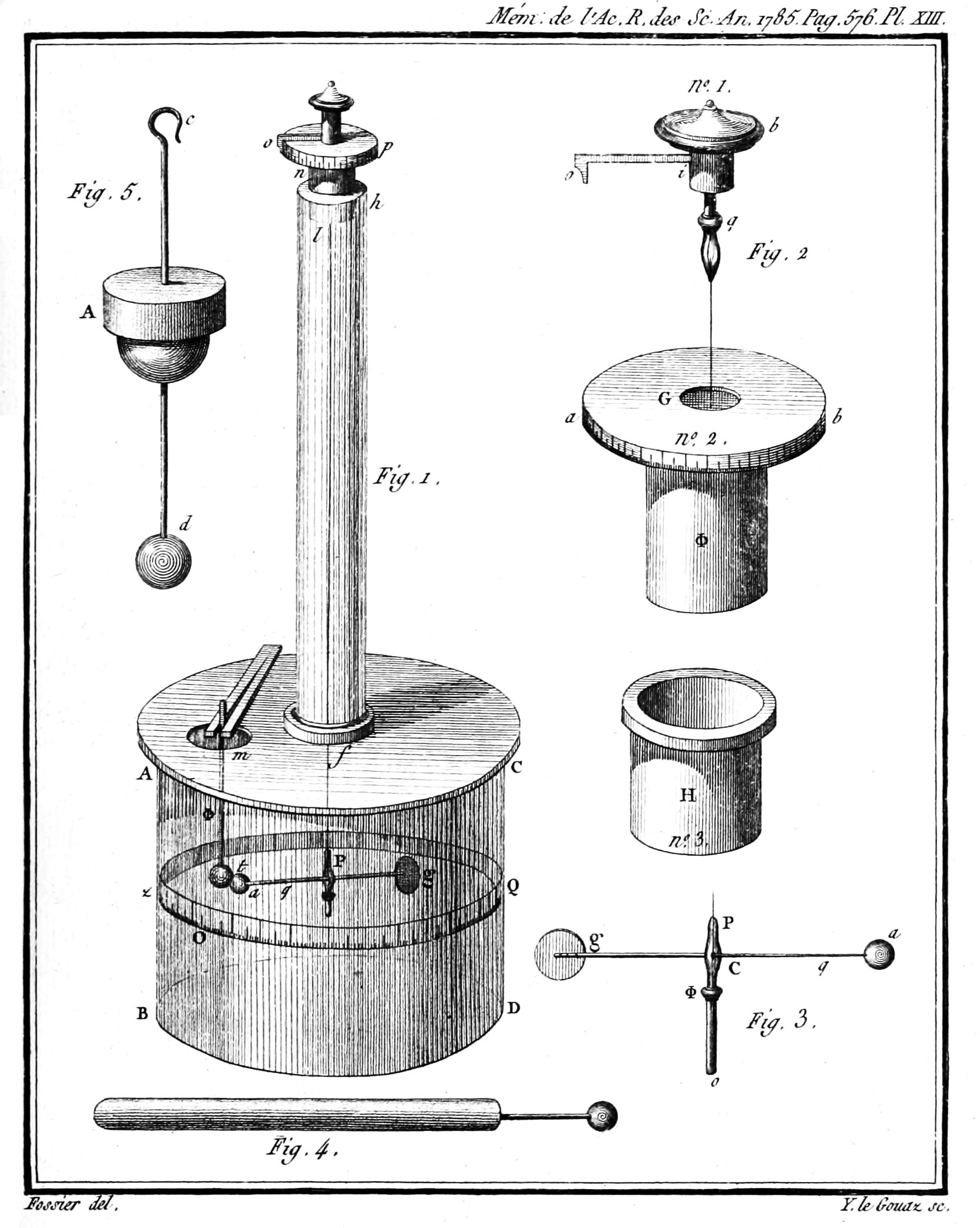
Cân xoắn Coulomb

Định luật Coulomb (trong một số tài liệu viết kiểu phiên âm là "Định luật Cu-lông") phát biểu rằng: lực tương tác giữa hai điện tích điểm có phương nằm trên một đường thẳng nối hai điện tích điểm, có chiều là chiều của lực hút nếu hai điện tích điểm khác dấu và đẩy nếu hai điện tích điểm cùng dấu, có độ lớn tỉ lệ thuận với tích các điện tích và tỉ lệ nghịch với bình phương khoảng cách giữa chúng.
Độ lớn của lực được tính theo công thức:
{\displaystyle F=k{\frac {\left|q_{1}\right|\left|q_{2}\right|}{r^{2}}}}
với:
- F là độ lớn của lực Coulomb, đo bằng N trong SI
- q1 là điện tích của điện tích điểm thứ nhất, đo bằng C trong SI
- q2 là điện tích của điện tích điểm thứ hai, đo bằng C trong SI
- r là khoảng cách giữa hai điện tích điểm, đo bằng m trong SI
- k là hằng số vật lý (còn gọi là hằng số lực Coulomb) thường được biểu diễn là {\displaystyle {\frac {1}{4\pi \epsilon _{0}}}} với {\displaystyle \epsilon _{0}\ } là hằng số điện. Giá trị các hằng số này là:
  - k ≈ 8 987 742 438 F−1·m (hay C−2·N·m2)
  - {\displaystyle \epsilon _{0}\ } ≈ 8.854 × 10−12 F·m−1 (hay C2·N−1·m−2)

Công thức trên cũng có thể được viết ở dạng véc-tơ
{\displaystyle \mathbf {F} ={\frac {1}{4\pi \epsilon _{0}}}{\frac {q_{1}q_{2}\mathbf {r} }{\left|\mathbf {r} \right|^{3}}}}
với:
- {\displaystyle \mathbf {F} } là véc-tơ lực
- {\displaystyle \mathbf {r} } là véc-tơ nối hai điện tích điểm được tính theo:

{\displaystyle \mathbf {r} =\mathbf {r_{1}} -\mathbf {r_{2}} }
ở đây:
{\displaystyle \mathbf {r_{1}} \ } và {\displaystyle \mathbf {r_{2}} \ } là các véc-tơ vị trí của các điện tích điểm.
Định luật Coulomb là một trong các định luật vật lý thể hiện lực giảm theo bình phương khoảng cách, giống định luật hấp dẫn Newton. Hằng số lực Coulomb lớn hơn nhiều lần hằng số hấp dẫn (G) trong SI nên lực Coulomb có độ lớn gấp nhiều lần độ lớn lực hấp dẫn.
Định luật Coulomb chỉ đúng khi lực Coulomb được quan sát trong hệ quy chiếu trong đó các điện tích điểm đứng yên. Khi các điện tích chuyển động, các điện tích gây ra dòng điện, tạo nên từ trường theo định luật Ampere, và tương tác với nhau theo lực Lorentz. Tương tác lúc này có thể coi là tương tác trong điện trường tương đối tính như miêu tả bởi thuyết tương đối của Albert Einstein.

## Lực tĩnh điện tổng quát
Để tính lực tĩnh điện giữa hai vật mang điện tích, có thể chia các vật ra thành nhiều vật nhỏ hơn. Nếu phép chia tiến đến một giới hạn nào đó, vật nhỏ mang điện sẽ trở thành các điện tích. Khi đó có thể áp dụng nguyên lý chồng chất cho lực tĩnh điện (hay còn gọi là nguyên lý tác dụng độc lập).
Lực tĩnh điện do N điện tích điểm gây ra bằng tổng vectơ của lực tĩnh điện do từng điện tích điểm gây ra.
Có thể định nghĩa môi trường xung quanh một vật mang điện là điện trường. Khi một vật khác nằm trong môi trường này, lực tĩnh điện vật đó sẽ chịu là:
{\displaystyle F=qE}

## Điện trường
Từ công thức trên,
{\displaystyle E={\frac {F}{q}}=K{\frac {|q|}{r^{2}}}}
với q là điện tích của vật đó và E là cường độ điện trường của điện trường.

## Cách chứng minh định luật Coulomb đơn giản
Chúng ta có thể chứng minh định luật Coulomb bằng một thí nghiệm đơn giản. Cho hai quả cầu nhỏ với khối lượng {\displaystyle m} và cùng điện tích {\displaystyle q}, được treo trên hai sợi dây với chiều dài là {\displaystyle l} và khối lượng không đáng kể. Có ba lực tác dụng lên quả cầu lúc đó: trọng lực {\displaystyle P}, lực căng dây {\displaystyle T} và lực điện {\displaystyle F}.
Trong trạng thái cân bằng, ta có {\displaystyle T\sin \theta _{1}=F_{1}} (1) và {\displaystyle T\cos \theta _{1}=mg} (2).
Lấy (1) chia cho (2), ta được: {\displaystyle {\frac {\sin \theta _{1}}{\cos \theta _{1}}}={\frac {F_{1}}{mg}}\rightarrow F_{1}=mg\tan \theta _{1}}
Cho L1 là khoảng cách giữa các quả cầu khi đã tích điện. Giả định rằng nếu định luật Coulomb đúng thì lực đẩy giữa hai quả cầu sẽ là {\displaystyle F_{1}={\frac {q^{2}}{4\pi \epsilon _{0}L_{1}^{2}}}}
Vậy: {\displaystyle {\frac {q^{2}}{4\pi \epsilon _{0}L_{1}^{2}}}=mg\tan \theta _{1}}.
Nếu giờ ta chỉ tích điện một quả cầu và cho hai quả tác dụng với nhau, mỗi quả cầu sẽ có lượng điện tích là {\displaystyle {\frac {q}{2}}}. Trong trạng thái cân bằng, khoảng cách giữa hai quả cầu là {\displaystyle L_{2}<L_{1}} và lực đẩy giữa chúng sẽ là: